# Caso Mass Transit

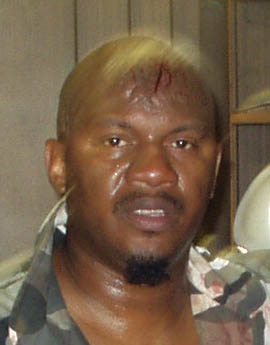
New Jack nel 2004

Il caso Mass Transit fu un incidente accaduto il 23 novembre del 1996 a Revere, nel Massachusetts, durante un match di wrestling svoltosi nel corso di uno show della Extreme Championship Wrestling.

## L'incidente
Un aspirante wrestler di nome Eric Kulas convinse l'allora presidente e booker della federazione Paul Heyman a farlo combattere con lo pseudonimo di "Mass Transit" in un tag team match assieme a D-Von Dudley contro "The Gangstas" (New Jack e Mustapha Saed); Kulas prese il posto del wrestler Axl Rotten, il quale avrebbe dovuto prendere parte al match, ma che non si presentò quando fu il momento di disputare l'incontro (no show). Il match si svolse nel corso di un house show organizzato a Revere.
Nel corso del match D-Von e Mustapha combatterono fuori dal ring mentre New Jack e Kulas lottarono al suo interno. Il match seguì una trama molto semplice: Mustapha tenne D-Von lontano dal ring mentre New Jack colpì ripetutamente Kulas con diversi oggetti (foreign object) come delle sedie e un tostapane. Sul finale del match New Jack procurò una ferita sulla fronte a Kulas per un bladejob; le cose tuttavia non andarono nel verso sperato: il taglio procurò una ferita di gravi entità e Jerome Young, il wrestler che interpreta New Jack, venne arrestato al termine del match. Il primo pay-per-view della ECW, che si sarebbe dovuto svolgere pochi giorni dopo, venne cancellato.

## Ripercussioni
Le autorità in seguito appurarono che Kulas mentì a Heyman circa la sua età e le sue precedenti esperienze sul ring: Kulas aveva infatti solo 17 anni e non 23 come aveva dichiarato e non si era mai sottoposto ad alcun allenamento professionale come wrestler.
Tre anni dopo l'incidente Jerome "New Jack" Young fu accusato di aggressione a mano armata e denunciato dalla famiglia Kulas. Dopo aver sentito della richiesta fatta da Eric Kulas a New Jack di "fargli prendere colore" (dall'inglese make him "get color", richiesta ritenuta assimilabile al "farlo sanguinare") una giuria dichiarò Young non colpevole di tutte le accuse dal punto di vista penale; in seguito fu dichiarato non perseguibile nemmeno per via civile.
L'incidente, come detto, ebbe anche conseguenze nell'immediato. Il primo pay-per-view della ECW, Barely Legal, venne cancellato dal provider IN DEMAND. Paul Heyman, come ha ammesso nel DVD The Rise and Fall of ECW, supplicò la IN DEMAND di mandare in onda il pay-per-view; riuscì a convincere la compagnia e l'evento fu trasmesso alcuni mesi dopo.
Alcuni wrestler che testimoniarono in favore di Jerome Young al processo sostennero che Eric Kulas assunse un comportamento estremamente arrogante ed esigente nel backstage prima del match; quando gli fu detto che avrebbe dovuto subire un bladejob nel corso del match, Kulas chiese a Young di ferirlo, giacché lui non ne era capace perché non l'aveva mai fatto prima. Dissero inoltre che Stephen Kulas, il padre del ragazzo che si trovava tra gli spettatori a bordo ring, sgridò e criticò i Gangstas nel corso del match e urlò: «He's only 17!» ("Ha solo 17 anni!") e «Take it easy on him, he's just a kid!» ("Andateci piano con lui, è solo un ragazzino!") nel momento in cui lo isolarono da D-Von e lo colpirono assieme. Quando fu il momento di ferire Kulas, a detta di Young, questi si spostò, causando un taglio con la lametta ben più profondo di quanto pianificato, tranciando due arterie poste sulla fronte; la ferita richiese cinquanta punti di sutura. Nel documentario non autorizzato di Jeremy Borash Forever Hardcore Young sostenne di aver utilizzato un bisturi.
Un video girato nel corso del match mostrò New Jack chiedere a Kulas: «You alright?» ("Stai bene?"); alcuni considerano il suo agire subito dopo l'azione come parte dello show e non come rappresentazione di un'effettiva preoccupazione. Dopo il bladejob i Gangstas colpirono ancora di più Eric Kulas, spingendo Stephen Kulas a urlare di suonare la campanella per terminare l'incontro.
Quando i medici arrivarono sul ring per aiutare Kulas, New Jack prese il microfono e disse chiaramente che non gli importava affatto della salute del ragazzo. New Jack sostenne in seguito che quando scoprì che Kulas aveva mentito non provò alcun rimorso per quanto accaduto.
Un video girato con una telecamera da un fan è tuttora molto diffuso nella comunità di appassionati di wrestling su internet.
Eric Kulas morì il 12 maggio 2002 all'età di 22 anni, in seguito a delle complicazioni sorte dopo un intervento di bypass gastrico.
In un libro edito della World Wrestling Entertainment (WWE) Heyman ha ricordato che Stephen Kulas e un wrestler che era in loro compagnia garantirono per Eric, confermando che il giovane aveva frequentato la scuola di wrestling di Killer Kowalski. Nel libro si racconta che mentre i medici lo portavano via il giovane venne scortato da Tommy Dreamer, il quale gli tenne la mano. Mentre passava accanto agli spettatori, Kulas mostrò loro il dito medio, volendo portare avanti la gimmick del "bad guy" ("cattivo ragazzo").